# FC Dinamo-Auto Tiraspol
El Fotbal Club Dinamo-Auto Tiraspol, también conocido como FC Dinamo-Auto Tiraspol o simplemente Dinamo-Auto, es un club de fútbol moldavo de Tiráspol, capital del estado con reconocimiento limitado de Transnistria. Fue fundado el 24 de julio de 2009 y disputa la Liga 2 de Moldavia, haciendo como local en el estadio Dinamo-Auto, situado en la próxima localidad de Tîrnauca, Distrito de Slobozia.

## Historial en liga
| Temp.   | Div.       | Pos. | PJ | PG | PE | PP | GF | GC | Ptos. | Copa             | Europa | Europa | Goleador (Liga) | Entrenador                        |
| ------- | ---------- | ---- | -- | -- | -- | -- | -- | -- | ----- | ---------------- | ------ | ------ | --------------- | --------------------------------- |
| 2009–10 | 3ª "norte" | 1/13 | 24 | 17 | 5  | 2  | 69 | 11 | 56    | ?                | —      | —      |                 |                                   |
| 2010–11 | 2ª         | 3/15 | 28 | 17 | 6  | 5  | 52 | 26 | 57    | Dieciseisavos    | —      | —      |                 |                                   |
| 2011–12 | 2ª         | 7/16 | 30 | 13 | 7  | 10 | 52 | 32 | 46    | Octavos de final | —      | —      |                 | Dumitru Arabadji (julio de 2010–) |
| 2012–13 | 2ª         | 3/15 | 28 | 17 | 5  | 6  | 51 | 23 | 56    | Octavos          | —      | —      | Maxim Iurcu     | Dumitru Arabadji                  |

## Palmarés
- Liga 2 de Moldavia

Campeón (1): 2009–10 (norte)

## Participación en competiciones de la UEFA
| Temporada | Torneo             | Ronda             | Rival     | Casa | Visita | Global |
| --------- | ------------------ | ----------------- | --------- | ---- | ------ | ------ |
| 2020-21   | UEFA Europa League | 1ª Clasificatoria | Ventspils | –    | 1–2    | 1–2    |